# استان آذربایجان شرقی
استان آذربایجان شرقی یکی از استان‌های ایران است که در منطقهٔ تاریخی آذربایجانِ ایران واقع شده است. آذربایجان شرقی ششمین استان پرجمعیت ایران محسوب می‌شود. استان آذربایجان شرقی از سمت شمال به جمهوری‌های آذربایجان، ارمنستان و نخجوان، از سمت غرب و جنوب غرب به استان آذربایجان غربی، از سمت شرق به استان اردبیل و از سمت جنوب شرق به استان زنجان مرزبندی شده‌است.
این استان دارای آب و هوای سرد کوهستانی بوده و کل محدودهٔ آن را کوه‌ها و ارتفاعات تشکیل داده‌اند. مساحت استان آذربایجان شرقی ۴۵٬۴۹۱ کیلومتر مربع است و جمعیت آن نیز در سال ۱۴۰۰ خورشیدی بالغ بر ۴٬۰۴۰٬۴۰۰ نفر برآورد شده‌است. این استان، یگانه استان ایران است که با ارمنستان هم‌مرز است و همچنین تنها استان کشور است که هم با خاک اصلی جمهوری آذربایجان و هم با جمهوری خودمختار نخجوان که برون بومی متعلق به جمهوری آذربایجان است، مرز مشترک دارد.
استان آذربایجان شرقی محل اتصال دو رشته کوه مهم و اصلی کوه‌های ایران، یعنی البرز و زاگرس است و بلندترین نقطهٔ آن، قلهٔ کوه سهند است. مرکز استان آذربایجان شرقی، کلان‌شهر تبریز است. طبق آمار اعلامی از طرف سرپرست اداره کل صنعت، معدن و تجارت این استان، آذربایجان شرقی در سال ۱۴۰۳ رتبه ششم صادرات غیرنفتی در کشور را داراست. رئیس پلیس آگاهی آذربایجان شرقی این استان را امن‌ترین و کم‌جرم‌ترین استان ایران به‌شمار می‌آورد.

## تاریخ

### پیش از اسلام
استان آذربایجان شرقی در گذشته بخشی از سرزمین تاریخی ماد بوده که به «ماد کوچک» شهرت یافته بود. در زمان حکمرانی اسکندر مقدونی بر ایران در ۳۳۱ سال پیش از میلاد، شهربان منطقهٔ ماد کوچک که سرداری به‌نام آتروپات بوده، علیه اسکندر مقدونی قیام کرده و با انعقاد پیمانی دست یونانیان را از آذربایجان کوتاه ساخت. اسکندر مقدونی نیز آتروپات را به شرط پیروی از امپراتوری او، در این منطقه باقی نگه داشت.
جانشینان اسکندر پس از مرگ وی به جنگ و نزاع با یک‌دیگر پرداختند و در همین دوران بود که آتروپات حاکم منطقهٔ ماد کوچک شد. بنا به روایاتی تأیید نشده نام این منطقه نیز به‌جهت تقدیر از زحمات وی در مقابل بیگانگان به «آتروپاتگان» معروف شد.

### پس از اسلام
با حمله مغولان و با ورود هولاکو خان، آذربایجان مرکز شاهنشاهی مغولان از خراسان تا شام شده بود. پس از مغولان، خاندان ترک‌های قراقویونلو و آق‌قویونلو بر این منطقه تسلط یافتند. در زمان صفویه، شاه اسماعیل اول شهر تبریز را پایتخت ایران اعلام کرد. در دوران حکومت قاجاریان بعد از فتحعلی‌شاه قاجار، شهر تبریز ولیعهد نشین شد و به این ترتیب محمد شاه، ناصرالدین شاه، مظفرالدین شاه،محمدعلی شاه و احمدشاه دوران ولایت عهدی خود را در این شهر گذراندند. رضاشاه در سال ۱۳۰۰ سیطره حکومت مرکزی ایران را بر این منطقه برقرار کرد. با شروع جنگ جهانی دوم در سال ۱۳۲۰، نیروهای شوروی وارد آذربایجان شدند. این نیروها در اردیبهشت ۱۳۲۵ به دنبال طرح مسئله آذربایجان در سازمان ملل متحد، آذربایجان را تخلیه کردند.

## وضعیت طبیعی

### جغرافیای سیاسی
استان آذربایجان شرقی با ۴۵٬۴۸۱ کیلومتر مربع مساحت، حدود ۲٫۸ درصد از وسعت کل ایران را به خود اختصاص داده‌است. این استان در شمال غرب کشور و بین مدارهای ۳۶ درجه و ۴۵ دقیقه تا ۳۹ درجه و ۲۶ دقیقهٔ عرض شمالی و نصف‌النهارهای ۴۵ درجه و ۵ دقیقه تا ۴۸ درجه و ۲۲ دقیقهٔ طول شرقی جای گرفته‌است.
رود ارس حدود شمالی آن را با جمهوری‌های آذربایجان، ارمنستان و ایالت خودمختار نخجوان مشخص می‌کند. رود قطور و آبهای دریاچه ارومیه حدود غربی آن با استان آذربایجان غربی است.
استان آذربایجان شرقی ۲۰۰ کیلومتر با جمهوری آذربایجان و ۳۵ کیلومتر با ارمنستان در حالی از سمت شمال مرز مشترک دارد که تنها استان ایران است که با ارمنستان همسایه است. این استان همچنین ۴۲۰ کیلومتر با استان آذربایجان غربی از سمت غرب و جنوب غرب، ۴۰۰ کیلومتر با استان اردبیل از سمت شرق و ۱۴۵ کیلومتر با استان زنجان از سمت جنوب هم‌مرز است.

### جغرافیای طبیعی

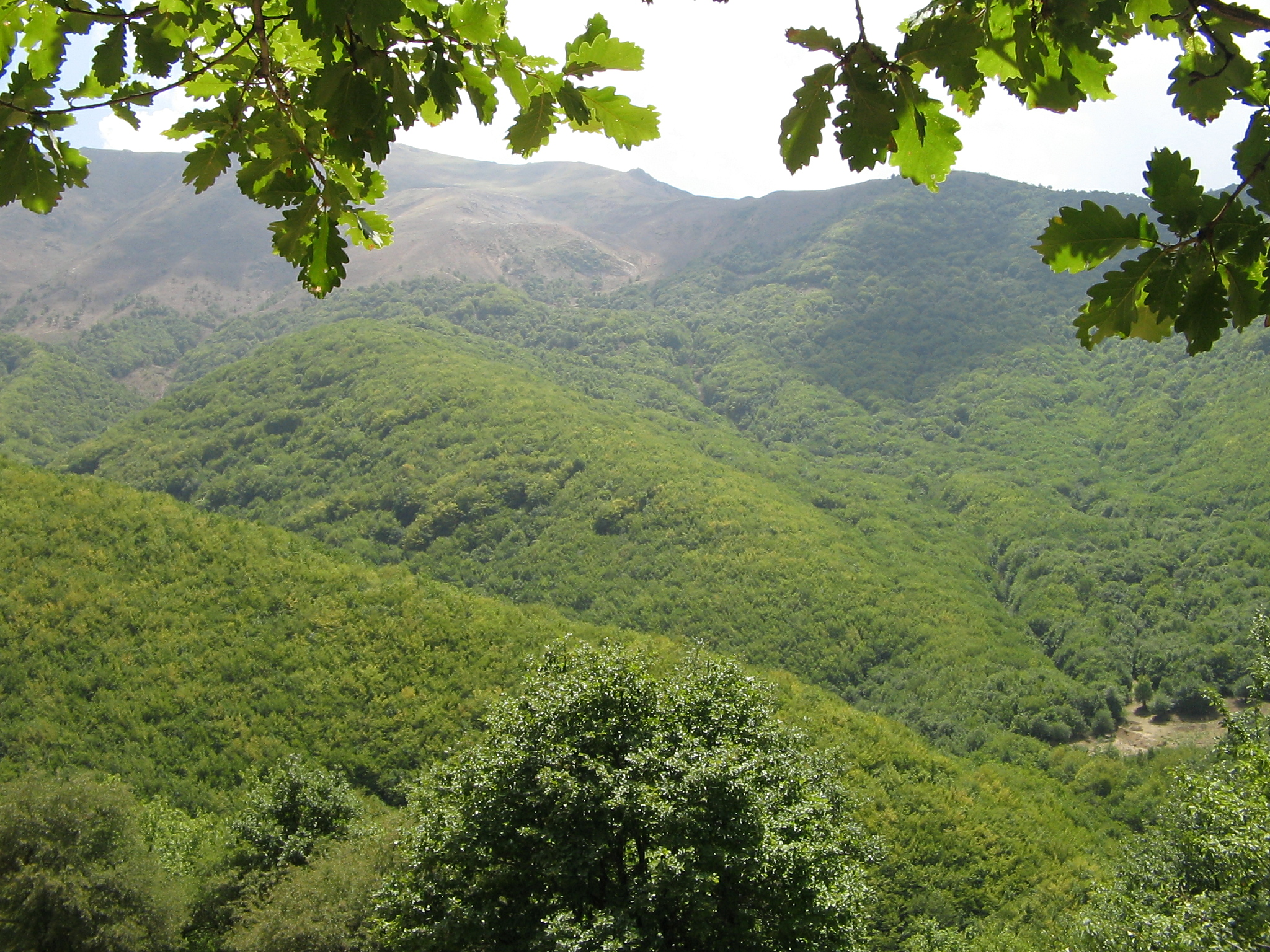
رشته‌کوه اَرَسباران یا قره‌داغ

استان آذربایجان شرقی از هفت واحد کوهستانی تشکیل یافته‌است. رشته‌کوه اَرَسباران یا قره‌داغ شمالی‌ترین این واحدها بوده که از دیوان‌داغ آغاز شده و به درهٔ رود دره‌رود منتهی می‌گردد. رشته‌کوه قوشه‌داغ که از جنوب قره‌داغ شروع شده و به سبلان ختم می‌شود. تودهٔ آتش‌فشانی سبلان که ۴۸۱۱ متر ارتفاع داشته و مرز مشترک میان استان‌های آذربایجان شرقی و اردبیل محسوب می‌شود. رشته‌کوه‌های میشو و مورو که از غرب استان (مرند) آغاز شده و به ارتفاعات عون بن علی (عینالی) و شبلی منتهی می‌شوند که مرتفع‌ترین قله آن قله علی علمدار با ارتفاع حدود ۳۲۰۰ متر در مرند می‌باشد. رشته‌کوه بزقوش که با ۳۳۰۳ متر ارتفاع، مرز بین شهرستان‌های میانه-سراب و سراب-بستان آباد به‌شمار می‌رود. تودهٔ آتش‌فشانی سهند در جنوب تبریز در محدودهٔ شهرستان بستان آباد که ۳۷۰۷ متر ارتفاع دارد. رشته‌کوه اربط (تخت سلیمان) که از دامنه‌های جنوبی سهند شروع شده و به سمت جنوب امتداد می‌یابد.

### آب و هوا
استان آذربایجان شرقی به‌دلیل وسعت زیاد دارای آب و هوای متنوع است. به‌طوری‌که بیشترین دمای ثبت شده در شهرهای میانه و جلفا می‌باشد که مردم این شهرها دمای ۴۵ + درجه بالای صفر را تجربه کرده‌اند و همچنین کمترین دمای ثبت شده در استان و در کلیه شهرهای ایران مربوط به بستان آباد با دمای ۴۶ - درجه زیر صفر می‌باشد. میانگین بارندگی سالیانه ۲۵۰ الی ۳۰۰ میلی‌متر است.

## تقسیمات کشوری

### پیشینه

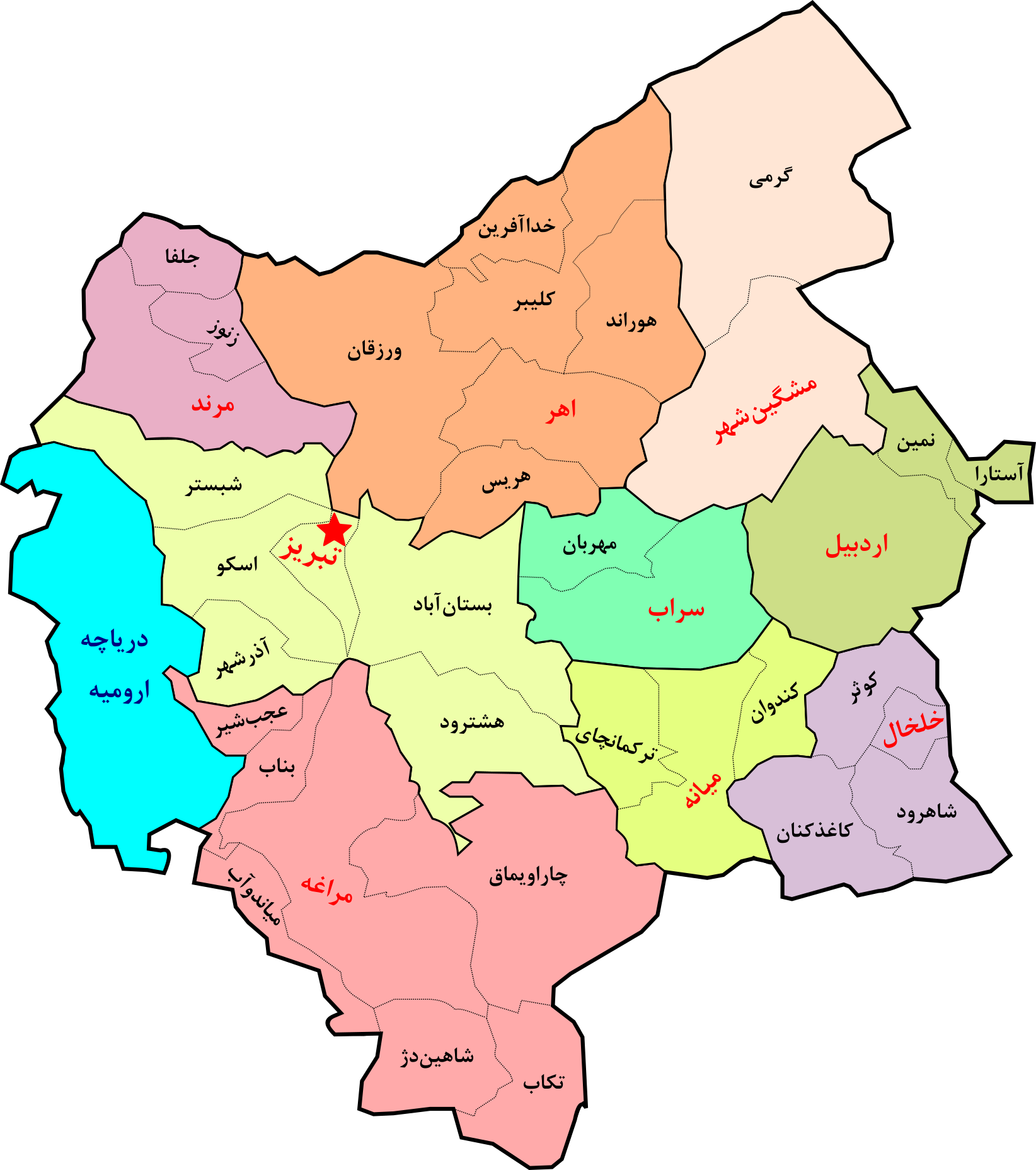
نقشهٔ شهرستان‌ها و بخش‌های استان آذربایجان شرقی در سال ۱۳۳۹ خورشیدی

- ۱۳۱۶٫۰۸٫۱۶: تقسیم ایران به ۵ استان و ایجاد «استان شمال غرب» در محدودهٔ منطقهٔ آذربایجان، براساس اولین قانون تقسیمات کشوری ایران.[۱۱]
- ۱۳۱۶٫۱۰٫۱۹: تقسیم ایران به ۱۰ استان و ایجاد استان‌های سوم (آذربایجان شرقی) و چهارم (آذربایجان غربی) براساس اصلاحیهٔ اولین قانون تقسیمات کشوری ایران.[۱۲]
- ۱۳۱۷٫۰۶٫۰۹: انتزاع بخش تالش از استان آذربایجان شرقی و الحاق آن به استان گیلان.[۱۳]
- ۱۳۲۵٫۰۳٫۲۷: تجمیع استان‌های آذربایجان شرقی و آذربایجان غربی تحت عنوان «استان آذربایجان» به مرکزیت تبریز.[۱۴]
- ۱۳۳۷٫۰۸٫۰۳: تفکیک استان آذربایجان (پس از ۱۲ سال و ۴ ماه و ۶ روز) به دو استان آذربایجان شرقی و آذربایجان غربی.[۱۵]
- ۱۳۳۹٫۰۳٫۲۱: انتزاع شهرستان آستارا از استان آذربایجان شرقی و الحاق آن به استان گیلان.[۱۶]
- ۱۳۳۹٫۱۰٫۰۲: انتزاع بخش‌های تکاب و شاهین‌دژ از استان آذربایجان شرقی و الحاق آن‌ها به استان آذربایجان غربی.[۱۷]
- ۱۳۷۲٫۰۱٫۲۲: تأسیس استان اردبیل و تفکیک آن از استان آذربایجان شرقی.[۱۸]

### آخرین تغییرات
استان آذربایجان شرقی دارای ۲۱ شهرستان (۱۸ نهاد فرمانداری و ۳ نهاد فرمانداری ویژهٔ مراغه، مرند، میانه) و ۴۸ بخش (نهاد بخشداری) است:
- شهرستان آذرشهر
  - بخش حومه
  - بخش گوگان
  - بخش ممقان
- شهرستان اسکو
  - بخش مرکزی
  - بخش ایلخچی
- شهرستان اهر
  - بخش مرکزی
  - بخش فندقلو
- شهرستان بستان‌آباد
  - بخش مرکزی
  - بخش تیکمه‌داش
- شهرستان بناب
  - بخش مرکزی
- شهرستان تبریز
  - بخش مرکزی
  - بخش باسمنج
  - بخش خسروشاه
- شهرستان ترکمانچای
  - بخش مرکزی
  - بخش صومعه
- شهرستان جلفا
  - بخش مرکزی
  - بخش سیه‌رود
- شهرستان چاراویماق
  - بخش مرکزی
  - بخش شادیان
- شهرستان خداآفرین
  - بخش مرکزی
  - بخش گرمادوز
  - بخش منجوان
- شهرستان سراب
  - بخش مرکزی
  - بخش مهربان
- شهرستان شبستر
  - بخش مرکزی
  - بخش تسوج
  - بخش صوفیان
- شهرستان عجب‌شیر
  - بخش مرکزی
  - بخش قلعه‌چای
- شهرستان کلیبر
  - بخش مرکزی
  - بخش آبش‌احمد
- شهرستان مراغه
  - بخش مرکزی
  - بخش سراجو
- شهرستان مرند
  - بخش مرکزی
  - بخش کشکسرای
  - بخش یامچی
- شهرستان ملکان
  - بخش مرکزی
  - بخش لیلان
- شهرستان میانه
  - بخش مرکزی
  - بخش کاغذکنان
  - بخش کندوان
- شهرستان ورزقان
  - بخش مرکزی
  - بخش خاروانا
- شهرستان هریس
  - بخش مرکزی
  - بخش خواجه
- شهرستان هشترود
  - بخش مرکزی
  - بخش نظرکهریزی
- شهرستان هوراند
  - بخش مرکزی
  - بخش چهاردانگه

## شهرستان‌ها

### اطلاعات عمومی و محصولات شاخص
فهرست شهرستان‌های استان آذربایجان شرقی و جمعیت آن‌ها براساس سرشماری سال‌های ۱۳۸۵، ۱۳۹۰ و ۱۳۹۵ خورشیدی؛ همچنین فهرست محصولاتی که هر شهرستانی در تولید آن‌ها رتبهٔ اول را دارا بوده و قطب استان در آن زمینه محسوب می‌شود:
| ردیف | نام شهرستان    | مرکز      | مساحت (km²) | جمعیت (۱۴۰۰) | موقعیت روی نقشهٔ استان                                 | قطب تولید                       | تصویر محصول |
| ---- | -------------- | --------- | ----------- | ------------ | ----------------------------------------------------- | ------------------------------- | ----------- |
| *    | آذربایجان شرقی | تبریز     | ۴۵٬۴۹۰٫۸۹   | ۴٬۰۴۰٬۴۰۰    | موقعیت استان آذربایجان شرقی در نقشهٔ ایران             | زردآلو، سنجد                    | سنجد        |
| ۱    | تبریز          | تبریز     | ۲٬۱۶۷٫۱۹    | ۱٬۸۵۱٬۸۰۰    | موقعیت شهرستان تبریز در نقشهٔ استان آذربایجان شرقی     | دانه‌های روغنی (شامل کلزا)       | کلزا        |
| ۲    | مراغه          | مراغه     | ۲٬۱۸۵٫۶۵    | ۲۷۲٬۴۰۰      | موقعیت شهرستان مراغه در نقشهٔ استان آذربایجان شرقی     | سیب، عسل، مرغ و تخم‌مرغ          | سیب         |
| ۳    | مرند           | مرند      | ۳٬۲۸۵٫۶۲    | ۲۴۹٬۰۰۰      | موقعیت شهرستان مرند در نقشهٔ استان آذربایجان شرقی      | زردآلو، قیسی، زعفران، گوجه‌فرنگی | زردآلو      |
| ۴    | میانه          | میانه     | ۵٬۵۹۵٫۳۰    | ۱۸۳٬۶۰۰      | موقعیت شهرستان میانه در نقشهٔ استان آذربایجان شرقی     | برنج، گوشت قرمز                 | برنج        |
| ۵    | اسکو           | اسکو      | ۱٬۷۶۲٫۵۹    | ۱۶۳٬۶۰۰      | موقعیت شهرستان اسکو در نقشهٔ استان آذربایجان شرقی      | بادام، گردو، پسته، گل محمدی     | گردو        |
| ۶    | شبستر          | شبستر     | ۲٬۶۲۹٫۶۹    | ۱۴۴٬۲۰۰      | موقعیت شهرستان شبستر در نقشهٔ استان آذربایجان شرقی     | هلو، آلبالو، گیلاس              | هلو         |
| ۷    | بناب           | بناب      | ۷۷۸٫۷۵      | ۱۳۹٬۹۰۰      | موقعیت شهرستان بناب در نقشهٔ استان آذربایجان شرقی      | پیاز                            | پیاز        |
| ۸    | اهر            | اهر       | ۲٬۱۲۰٫۰۶    | ۱۳۶٬۵۰۰      | موقعیت شهرستان اهر در نقشهٔ استان آذربایجان شرقی       | سیب قره‌قرمز                     | سیب قره‌قرمز |
| ۹    | سراب           | سراب      | ۳٬۴۵۲٫۱۸    | ۱۲۲٬۸۰۰      | موقعیت شهرستان سراب در نقشهٔ استان آذربایجان شرقی      | سیب‌زمینی، لبنیات، آبزیان        | سیب‌زمینی    |
| ۱۰   | ملکان          | ملکان     | ۱٬۰۰۶٫۸۷    | ۱۱۷٬۴۰۰      | موقعیت شهرستان ملکان در نقشهٔ استان آذربایجان شرقی     | انگور، چغندر قند                | انگور       |
| ۱۱   | آذرشهر         | آذرشهر    | ۸۴۰٫۰۰      | ۱۱۴٬۵۰۰      | موقعیت شهرستان آذرشهر در نقشهٔ استان آذربایجان شرقی    | لپه، سنجد                       | لپه         |
| ۱۲   | بستان‌آباد      | بستان‌آباد | ۲٬۷۹۵٫۰۰    | ۹۴٬۹۰۰       | موقعیت شهرستان بستان‌آباد در نقشهٔ استان آذربایجان شرقی | هویج، قارچ خوراکی               | هویج        |
| ۱۳   | عجب‌شیر         | عجب‌شیر    | ۷۳۸٫۴۴      | ۷۳٬۴۰۰       | موقعیت شهرستان عجب‌شیر در نقشهٔ استان آذربایجان شرقی    | سیر                             | سیر         |
| ۱۴   | هریس           | هریس      | ۲٬۳۴۵٫۴۳    | ۷۰٬۶۰۰       | موقعیت شهرستان هریس در نقشهٔ استان آذربایجان شرقی      | فطیر سنتی                       |             |
| ۱۵   | جلفا           | جلفا      | ۱٬۶۷۰٫۳۱    | ۶۳٬۷۰۰       | موقعیت شهرستان جلفا در نقشهٔ استان آذربایجان شرقی      | انار، پیلهٔ ابریشم               | انار        |
| ۱۶   | هشترود         | هشترود    | ۱٬۹۹۰٫۰۱    | ۵۷٬۱۰۰       | موقعیت شهرستان هشترود در نقشهٔ استان آذربایجان شرقی    | گندم                            | گندم        |
| ۱۷   | ورزقان         | ورزقان    | ۲٬۳۶۸٫۱۳    | ۵۴٬۵۰۰       | موقعیت شهرستان ورزقان در نقشهٔ استان آذربایجان شرقی    | عدس                             | عدس         |
| ۱۸   | کلیبر          | کلیبر     | ۲٬۰۷۱٫۹۷    | ۴۴٬۱۰۰       | موقعیت شهرستان کلیبر در نقشهٔ استان آذربایجان شرقی     | زغال اخته                       | زغال اخته   |
| ۱۹   | خداآفرین       | خمارلو    | ۱٬۵۲۵٫۷۱    | ۳۳٬۰۰۰       | موقعیت شهرستان خداآفرین در نقشهٔ استان آذربایجان شرقی  | پنبه                            | پنبه        |
| ۲۰   | چاراویماق      | قره‌آغاج   | ۳٬۲۰۸٫۱۲    | ۳۲٬۲۰۰       | موقعیت شهرستان چاراویماق در نقشهٔ استان آذربایجان شرقی | نخود                            | نخود        |
| ۲۱   | هوراند         | هوراند    | ۱٬۰۱۲٫۴۹    | ۲۱٬۱۰۰       | موقعیت شهرستان هوراند در نقشهٔ استان آذربایجان شرقی    | سماق                            | سماق        |

### امکانات و مناطق نمونه گردشگری
آمار مهم‌ترین امکانات عمومی شهرستان‌های استان آذربایجان شرقی در سال ۱۳۹۵ خورشیدی؛ به همراه مناطق نمونهٔ گردشگری استان (آمارهای مربوط به شهرستان هوراند جزء شهرستان اهر محسوب شده‌اند):
| ردیف | نام شهرستان    | تعداد مدرسه | تعداد مسجد | تعداد سالن ورزشی | تعداد داروخانه | تعداد کتابخانه | تعداد بیمارستان | تعداد هتل | مناطق نمونهٔ گردشگری                                                                            |
| ---- | -------------- | ----------- | ---------- | ---------------- | -------------- | -------------- | --------------- | --------- | ---------------------------------------------------------------------------------------------- |
| *    | آذربایجان شرقی | ۸٬۹۰۳       | ۷٬۳۳۳      | ۷۷۹              | ۵۷۹            | ۱۴۰            | ۴۹              | ۴۸        | ۴۸ منطقه                                                                                       |
| ۱    | تبریز          | ۲٬۴۲۷       | ۲٬۳۹۷      | ۴۴۱              | ۳۷۱            | ۴۰             | ۲۷              | ۲۴        | حاشیهٔ بزرگراه شهید کسایی، تفرجگاه خلعت‌پوشان، دامنهٔ سهند، روستاهای گلوجه و گمانج، روستای لیقوان |
| ۲    | مراغه          | ۵۷۴         | ۵۴۶        | ۳۹               | ۲۸             | ۴              | ۲               | ۲         | حاشیهٔ سد علویان، دامنهٔ جنوبی سهند، درهٔ روستای گشایش                                            |
| ۳    | مرند           | ۴۹۸         | ۴۷۴        | ۳۶               | ۲۳             | ۱۳             | ۲               | ۱         | دشت ماهار زنوز، روستای پیام                                                                    |
| ۴    | میانه          | ۶۰۷         | ۴۶۳        | ۳۹               | ۲۱             | ۷              | ۲               | ۱         | حاشیهٔ سد آیدوغموش، شهر زیرزمینی کندوان                                                         |
| ۵    | اسکو           | ۲۸۴         | ۱۲۳        | ۲۹               | ۱۲             | ۸              | ۱               | ۲         | جزیرهٔ اسلامی ایلخچی، روستای تورامین ایلخچی، روستای صخره‌ای کندوان                               |
| ۶    | شبستر          | ۲۹۷         | ۳۴۹        | ۳۰               | ۱۶             | ۱۵             | ۱               | ۱         | بندر شرفخانه، دامنهٔ میشو                                                                       |
| ۷    | بناب           | ۲۵۳         | ۱۷۶        | ۲۳               | ۱۵             | ۳              | ۲               | ۱         | تالاب قره‌قشون، حاشیهٔ سد دوش                                                                    |
| ۸    | اهر            | ۶۲۸         | ۳۵۳        | ۲۷               | ۱۷             | ۴              | ۱               | ۱         | پارک جنگلی فندقلو، حاشیهٔ سد ستارخان، درهٔ علی‌آباد هوراند، روستاهای افیل و بهل فندقلو            |
| ۹    | سراب           | ۵۱۶         | ۳۲۳        | ۱۷               | ۱۳             | ۷              | ۱               | ۱         | آبگرم روستای اسب‌فروشان، روستای آغمیون                                                          |
| ۱۰   | ملکان          | ۳۱۱         | ۱۹۰        | ۱۶               | ۷              | ۳              | ۱               | ۱         | آبگرم شورسو، قلعهٔ بختک لیلان                                                                   |
| ۱۱   | آذرشهر         | ۲۲۳         | ۱۵۴        | ۱۶               | ۱۳             | ۸              | ۱               | ۱         | چشمهٔ شورسو (ایل میدانی) گوگان، روستای قرمزی‌گل                                                  |
| ۱۲   | بستان‌آباد      | ۳۶۰         | ۲۶۱        | ۱۶               | ۷              | ۳              | ۱               | ۰         | تالاب قوری‌گل، دامنهٔ شمالی سهند                                                                 |
| ۱۳   | عجب‌شیر         | ۱۵۹         | ۱۳۱        | ۱۸               | ۶              | ۲              | ۱               | ۱         | بندر رحمانلو، بندر قبادلو و دانالو، حاشیهٔ سد قلعه‌چای                                           |
| ۱۴   | هریس           | ۲۴۹         | ۱۷۷        | ۹                | ۶              | ۶              | ۱               | ۰         | حاشیهٔ سد اربطان، حاشیهٔ سد شهید مدنی خواجه، دربند روستای گوراوان                                |
| ۱۵   | جلفا           | ۱۵۸         | ۲۳۱        | ۱۰               | ۹              | ۳              | ۱               | ۵         | آسیاب خرابه، ساحل ارس                                                                          |
| ۱۶   | هشترود         | ۳۴۷         | ۲۴۹        | ۱۱               | ۵              | ۴              | ۱               | ۱         | حاشیهٔ سد سهند، قلعهٔ ضحاک                                                                       |
| ۱۷   | ورزقان         | ۲۶۷         | ۱۵۹        | ۴                | ۳              | ۲              | ۱               | ۰         | روستای حماملو، روستای گل‌آخور خاروانا، منطقهٔ جنگلی چیچکلو خاروانا                               |
| ۱۸   | کلیبر          | ۲۲۷         | ۱۷۴        | ۵                | ۴              | ۴              | ۱               | ۳         | آبگرم روستای متعلق آبش‌احمد، درهٔ جنگلی قلعه دره‌سی                                               |
| ۱۹   | خداآفرین       | ۱۲۷         | ۱۵۰        | ۱                | ۱              | ۲              | ۰               | ۱         | حاشیهٔ سد خداآفرین                                                                              |
| ۲۰   | چاراویماق      | ۲۵۰         | ۲۵۳        | ۱                | ۲              | ۲              | ۱               | ۰         | چشمهٔ روستای پیرسقا                                                                             |

## شهرها

### بمباران شهرها در جریانجنگ ایران و عراق
در جریان جنگ ایران و عراق و همزمان با جنگ شهرها، ۵ شهر مهم استان آذربایجان شرقی مجموعاً ۹۰ بار هدف بمباران نیروهای عراقی قرار گرفتند. به جز ۲ مورد از این بمباران‌ها که در سال ۱۳۶۷ خورشیدی و به صورت موشکی و از خاک عراق، شهر تبریز را هدف قرار دادند، بقیهٔ ۸۸ مورد بمباران توسط هواپیماهای جنگنده صورت پذیرفت. مجموع کشته‌ها و زخمی‌های استان آذربایجان شرقی در جریان این بمباران‌ها ۲٬۱۱۶ نفر بوده‌است.
| ردیف | نام شهر        | سال‌های وقوع بمباران                | بمباران با موشک | بمباران با هواپیما | تعداد کشته‌ها | تعداد زخمی‌ها |
| ---- | -------------- | ---------------------------------- | --------------- | ------------------ | ------------ | ------------ |
| *    | آذربایجان شرقی | ۱۳۵۹، ۱۳۶۳، ۱۳۶۴، ۱۳۶۵، ۱۳۶۶، ۱۳۶۷ | ۲               | ۸۸                 | ۴۶۶          | ۱۶۵۰         |
| ۱    | تبریز          | ۱۳۵۹، ۱۳۶۳، ۱۳۶۴، ۱۳۶۵، ۱۳۶۶، ۱۳۶۷ | ۲               | ۷۴                 | ۲۱۲          | ۷۰۲          |
| ۲    | میانه          | ۱۳۶۳، ۱۳۶۵، ۱۳۶۶                   | ۰               | ۷                  | ۱۷۶          | ۷۵۰          |
| ۳    | مراغه          | ۱۳۶۵، ۱۳۶۶                         | ۰               | ۵                  | ۷۱           | ۱۶۳          |
| ۴    | آذرشهر         | ۱۳۶۶                               | ۰               | ۱                  | ۷            | ۳۵           |
| ۵    | سراب           | ۱۳۶۵                               | ۰               | ۱                  | ۰            | ۰            |

## مردم

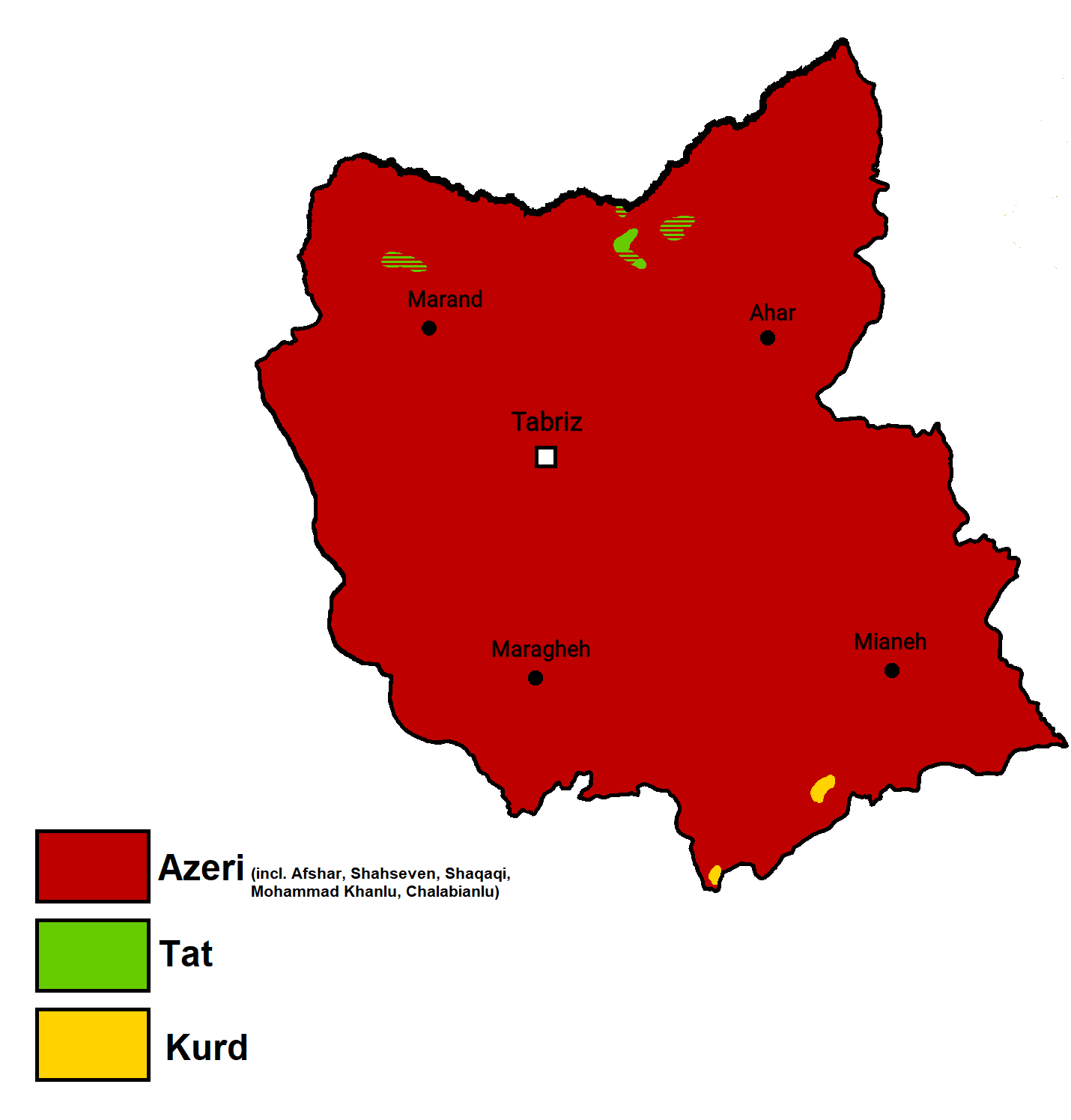
پراکنش اقوام در استان‌ آذربایجان شرقی

### زبان
زبان بومی استان آذربایجان شرقی، ترکی آذربایجانی می‌باشد. همچنین جمعیت اندکی از مردم تات  و کُرد نیز در استان آذربایجان شرقی زندگی می‌کنند که به زبان‌های تاتی و کُردی صحبت می‌کنند.

### قومیت
مردم این استان آذربایجانی هستند. جمعیت اندکی از قوم تات و مردم کرد نیز در استان آذربایجان شرقی زندگی می‌کنند که از مراکز زندگی تات‌ها می‌توان به روستای کرنگان از توابع شهرستان ورزقان، چند روستا در بخش خاروانا، میشه‌پاره، ونستان و دهستان حسنو و روستاهای خوی نرآو، رزین و کلاسور در بخش ارسباران اشاره کرد.
| اقوام استان آذربایجان شرقی | اقوام استان آذربایجان شرقی | اقوام استان آذربایجان شرقی | اقوام استان آذربایجان شرقی | اقوام استان آذربایجان شرقی |
| -------------------------- | -------------------------- | -------------------------- | -------------------------- | -------------------------- |
| قومیت                      | قومیت                      |                            | درصد                       | درصد                       |
| آذربایجانی                 | آذربایجانی                 |                            | ۹۷٫۸٪                      | ۹۷٫۸٪                      |
| تات                        | تات                        |                            | ۱٫۴٪                       | ۱٫۴٪                       |
| کُرد                        | کُرد                        |                            | ۰٫۲٪                       | ۰٫۲٪                       |
| سایر و بدون جواب           | سایر و بدون جواب           |                            | ۰٫۶٪                       | ۰٫۶٪                       |

### دین و مذهب
دین اکثریت مردم این استان اسلام و مذهب شیعه می‌باشد. همچنین اقلیتی از مردم نیز پیرو دین یارسان، مسیحیت و اسلام اهل‌سنت می‌باشند.

### جمعیت
بر پایهٔ سرشماری عمومی نفوس و مسکن سال ۱۳۹۵ خورشیدی، جمعیت استان آذربایجان شرقی در این سال بالغ بر ۳٬۹۰۹٬۶۵۲ نفر بوده که نزدیک ۵ درصد از جمعیت کل ایران را به خود اختصاص داده‌است. بر همین اساس، ۱٬۹۸۹٬۴۰۰ نفر مرد و ۱٬۹۰۲٬۲۵۲ نفر زن در قالب ۱٬۲۲۳٬۰۲۸ خانوار ساکن این استان بوده‌اند. جمعیت استان در مقایسه با سال ۱۳۹۰ نزدیک به ۴/۸۹ درصد افزایش یافته‌است.
در سرشماری سال ۱۳۹۵ خورشیدی، تبریز با جمعیتی بالغ بر ۱٬۷۷۳٬۰۳۳ نفر، پرجمعیت‌ترین و چاراویماق با جمعیتی بالغ بر ۳۱٬۰۷۱ نفر، کم‌جمعیت‌ترین شهر استان آذربایجان شرقی بوده‌است. ازجمله شهرهای پرجمعیت استان علاوه بر مرکز استان می‌توان به شهرهای مراغه، مرند، اهر، میانه و بناب اشاره کرد.
تعداد آبادی‌های استان در سال ۹۰ دو هزار و ۷۳۱ آبادی و ۲۰ آبادی استان خالی از سکنه هستند.

## اقتصاد
آذربایجان شرقی بر پایه منابع عمومی در سال ۱۴۰۱ نهمین استان در تأمین بودجه دولت ایران بوده‌است. این استان ۲٫۶ درصد از کل مالیات کشور را در سال ۱۳۹۸ پرداخت کرده و این در حالی‌ست که این استان در همان سال ۳/۲ و در سال پس از آن ۳٫۵ درصد از کل تولید ناخالص داخلی کشور را تولید کرده‌است. همچنین این استان از دید درآمد سرانه در رده هجدهم کشوری قرار دارد.
این استان در تولید ناخالص سرانه بدون نفت و گاز و معدن و برق در سال ۱۳۹۶ در رتبه ۱۴ کشور قرار گرفته بود.

### صنعت

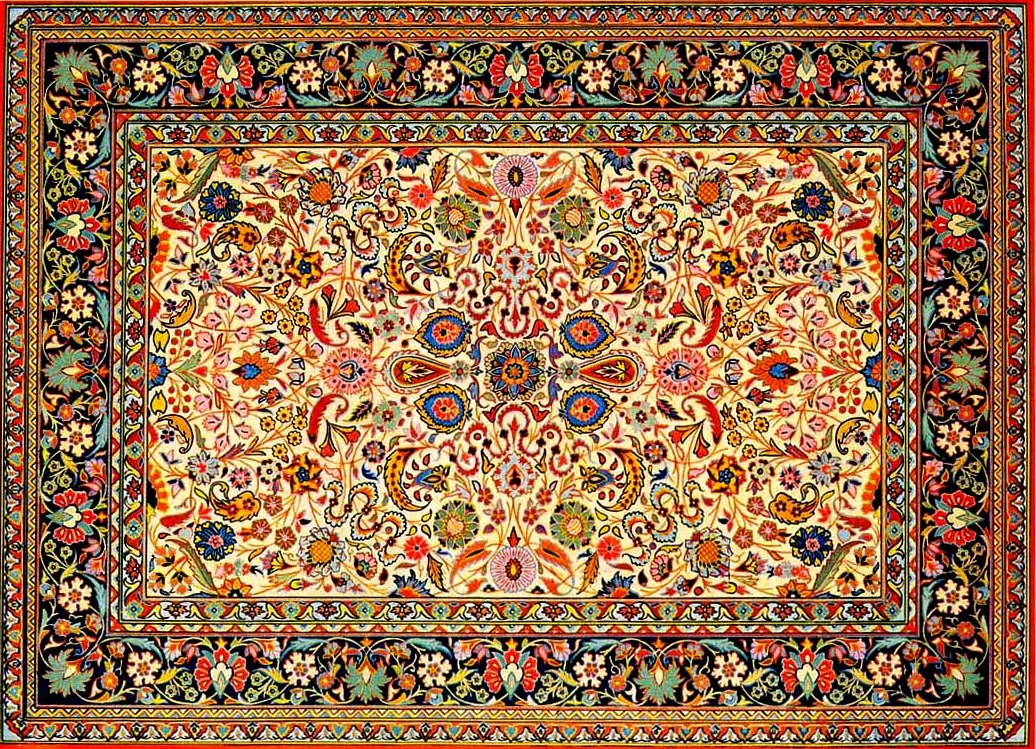
نمونه‌ای از قالی تبریز

استان آذربایجان شرقی به جهت تمرکز صنایع بزرگ تولیدی در شهر تبریز، از قطب‌های مهم صنعتی در سطح ایران به‌شمار می‌رود.
از دیگر شهرهای صنعتی استان می‌توان به شهرهای شبستر (رتبه دوم صنعت آذربایجان شرقی پس از تبریز)، بستان آباد (اوجان)، مرند، مراغه، میانه ،بناب و جلفا اشاره کرد.
شهر اسکو در شهرستان اسکو استان آذربایجان شرقی مرکز اصلی تجمع کارگاه‌های چاپ باتیک یا چاپ کَلاقه‌ای و قطب اصلی این هنر-صنعت در کشور محسوب می‌شود. شهر اسکو به شهر ملی چاپ باتیک در ایران شناخته می‌شود.
با ثبت جهانی نشان جغرافیایی تابلوفرش سردرود، در سازمان جهانی مالکیت فکری WIPO، این کالای هنری در کشورهای عضو معاهده لیسبون برای ثبت و حمایت در مورخه ۱۶ دی سال ۹۵ معرفی شد در این شهرنرخ بی‌کاری در حد صفر می‌باشد.
شهر اهر به عنوان پایتخت ورنی ایران در سال ۹۵ برگزیده شد.
در استان آذربایجان شرقی ۴۳۴۲ کارگاه تولیدی فعالیت می‌کنند که این تعداد شامل ۸۳۲ کارگاه صنعتی بوده که این استان از این لحاظ، ۵٫۹۹ درصد از کل کارگاه‌های صنعتی ایران را به خود اختصاص داده‌است. در سال ۱۳۷۶ خورشیدی، ارزش مواد تولیدی کارگاه‌های مذکور ۳۳۶۱٫۸ میلیارد ریال و ارزش سرمایه‌گذاری‌های انجام‌شده در آن‌ها ۲۴۵۱٫۳ میلیارد ریال بوده‌است.
صنایع مختلفی از قبیل صنایع شیمیایی، ماشین‌آلات و تجهیزات، محصولات کانی غیرفلزی، مواد غذایی، آشامیدنی و دخانیات، نساجی، پوشاک، چرم و کفش در شهر تبریز مشغول فعالیت هستند که از مهم‌ترین آن‌ها می‌توان به آجر آذربایجان، بافندگی لایکو، بلبرینگ‌سازی ایران، پالایشگاه تبریز، پتروشیمی تبریز، پشم تبریز، پیستون‌سازی ایران، تخت‌خواب فروزان، تخته فشاری و فرمیکاسازی، تراکتورسازی ایران، ترموپلاست، چرم‌سازی تبریز، کفش آقایی، حوله برق‌لامع، خانه‌سازی ایرداک، لیلاند دیزل، درمن دیزل، هاکسیران دیزل، ایدم، ریسندگی پشمینه تبریز، سیمان صوفیان، آذریت، شیر پاستوریزه، کبریت‌سازی توکلی، کبریت‌سازی ممتاز، گچ آذربایجان، ماشین‌سازی تبریز، پمپیران، موتوژن، موکت تبریز، نساجی تبریز، نوشابه‌سازی پپسی‌کولا، نوشابه‌سازی کوکاکولا و نیروگاه بزرگ حرارتی در تبریز فعالیت می‌کنند.

## گردشگری

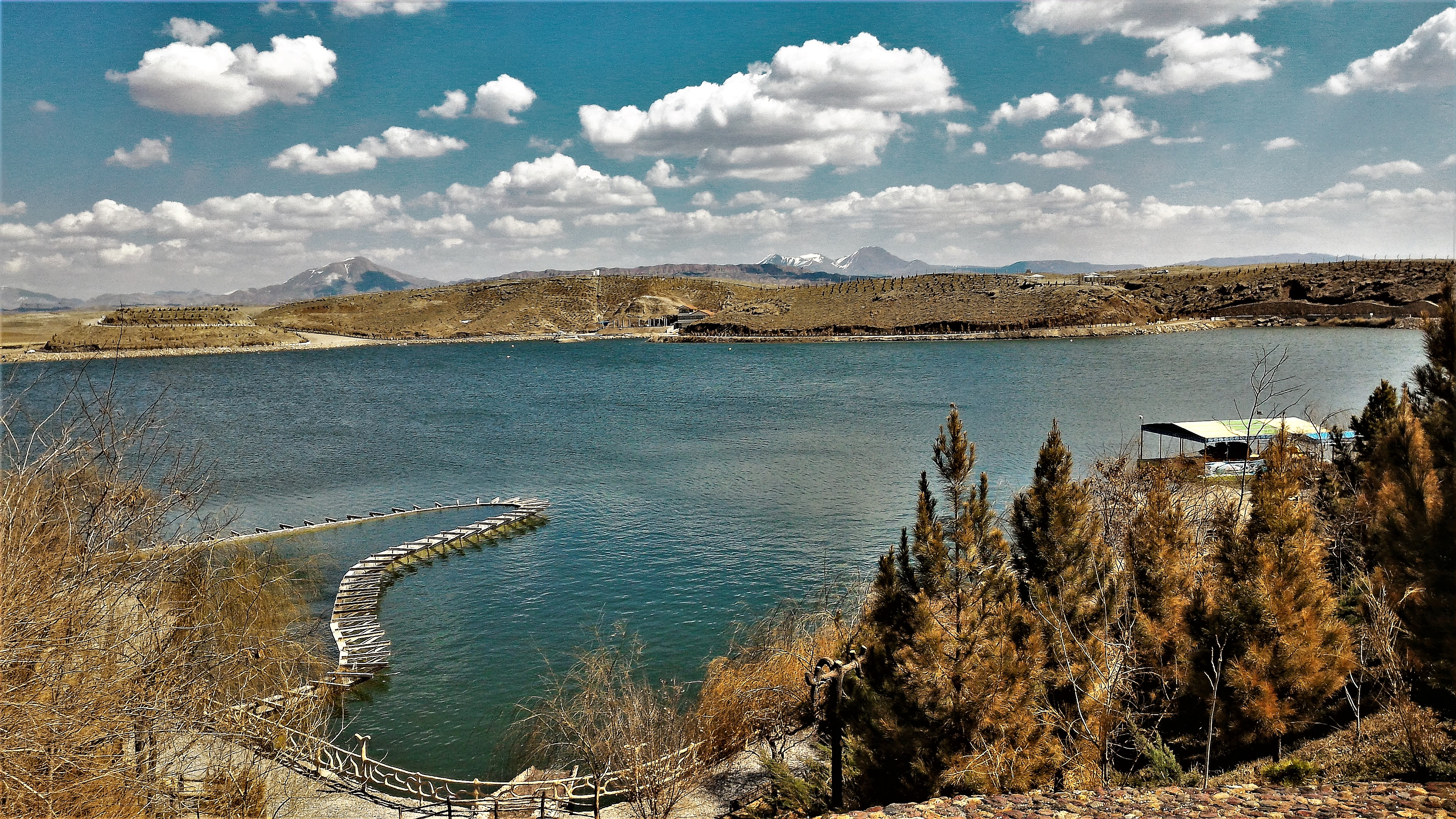
سد امند، بخش صوفیان

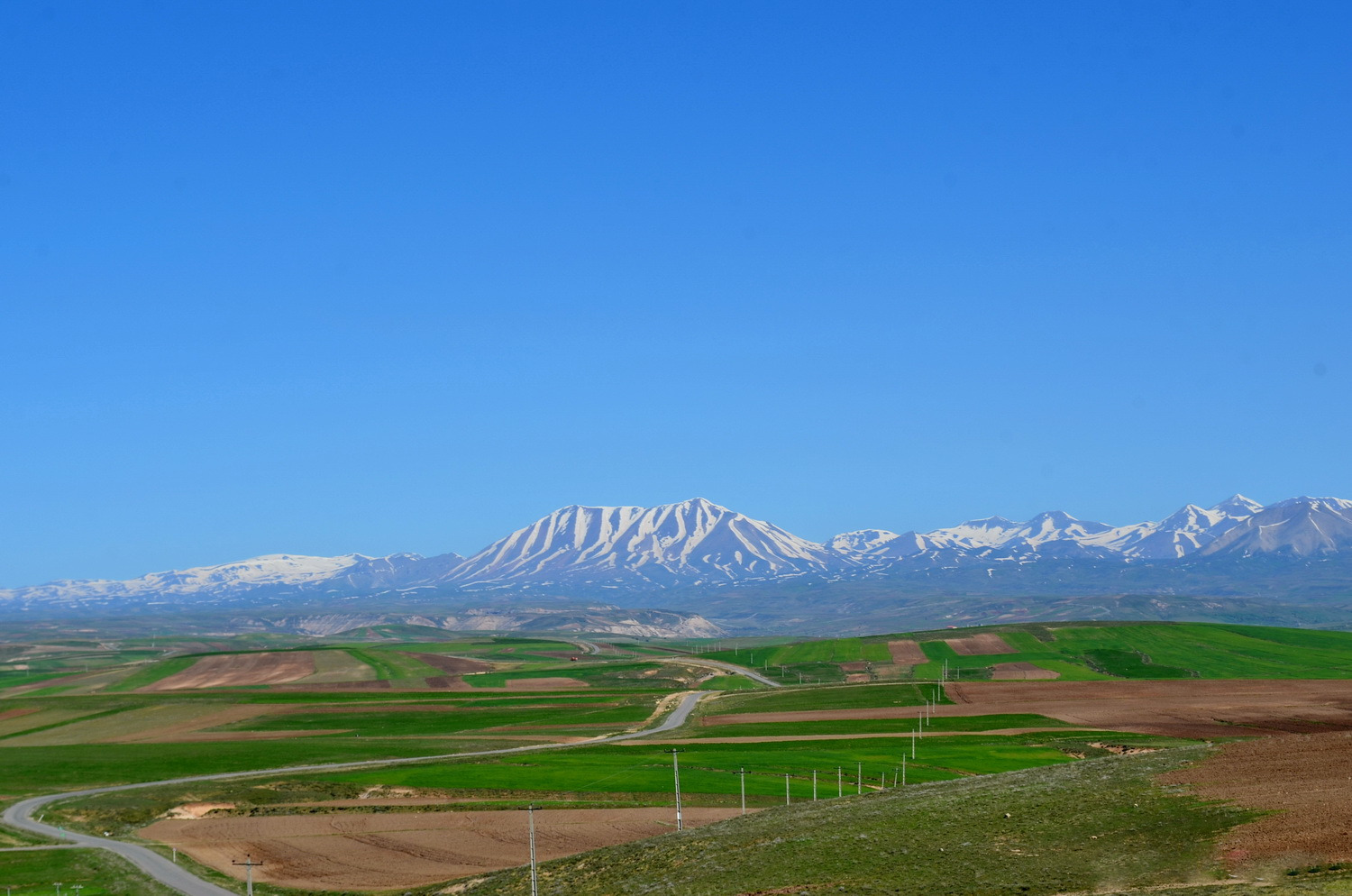
دامنه‌های سهند، شهرستان مراغه

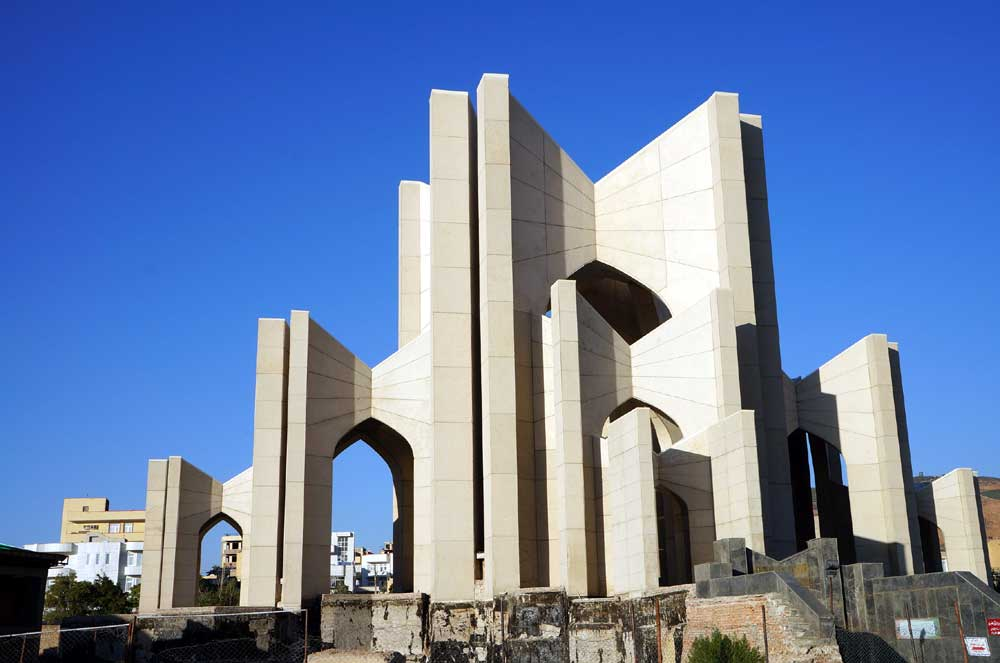
مقبرةالشعرا، شهر تبریز

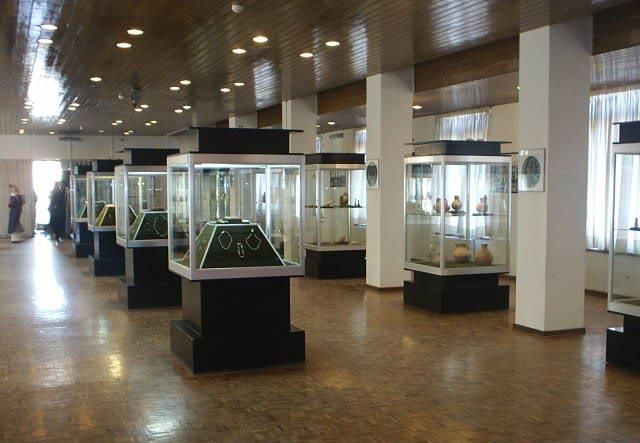
موزهٔ آذربایجان، شهر تبریز

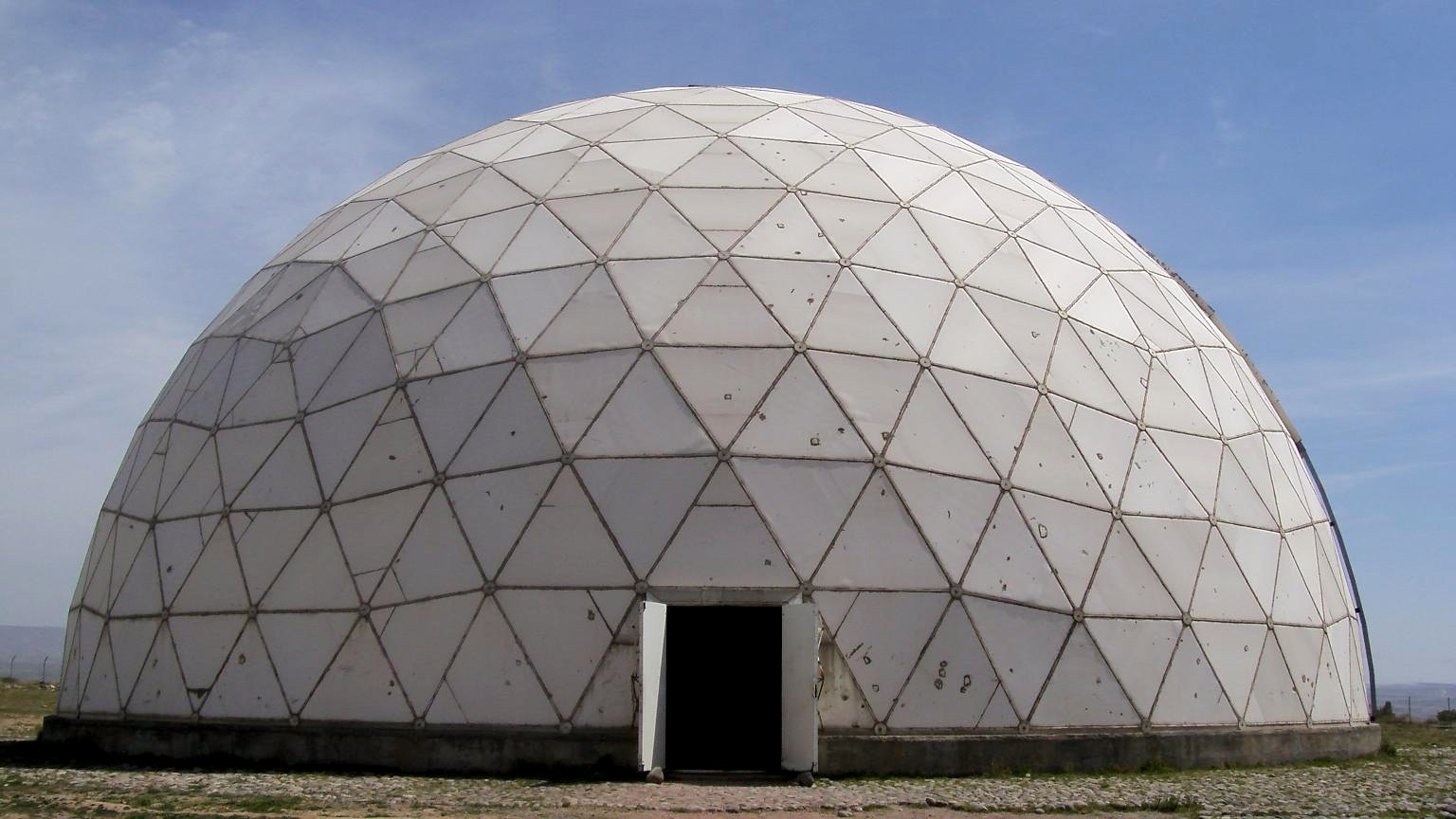
رصدخانه، شهر مراغه

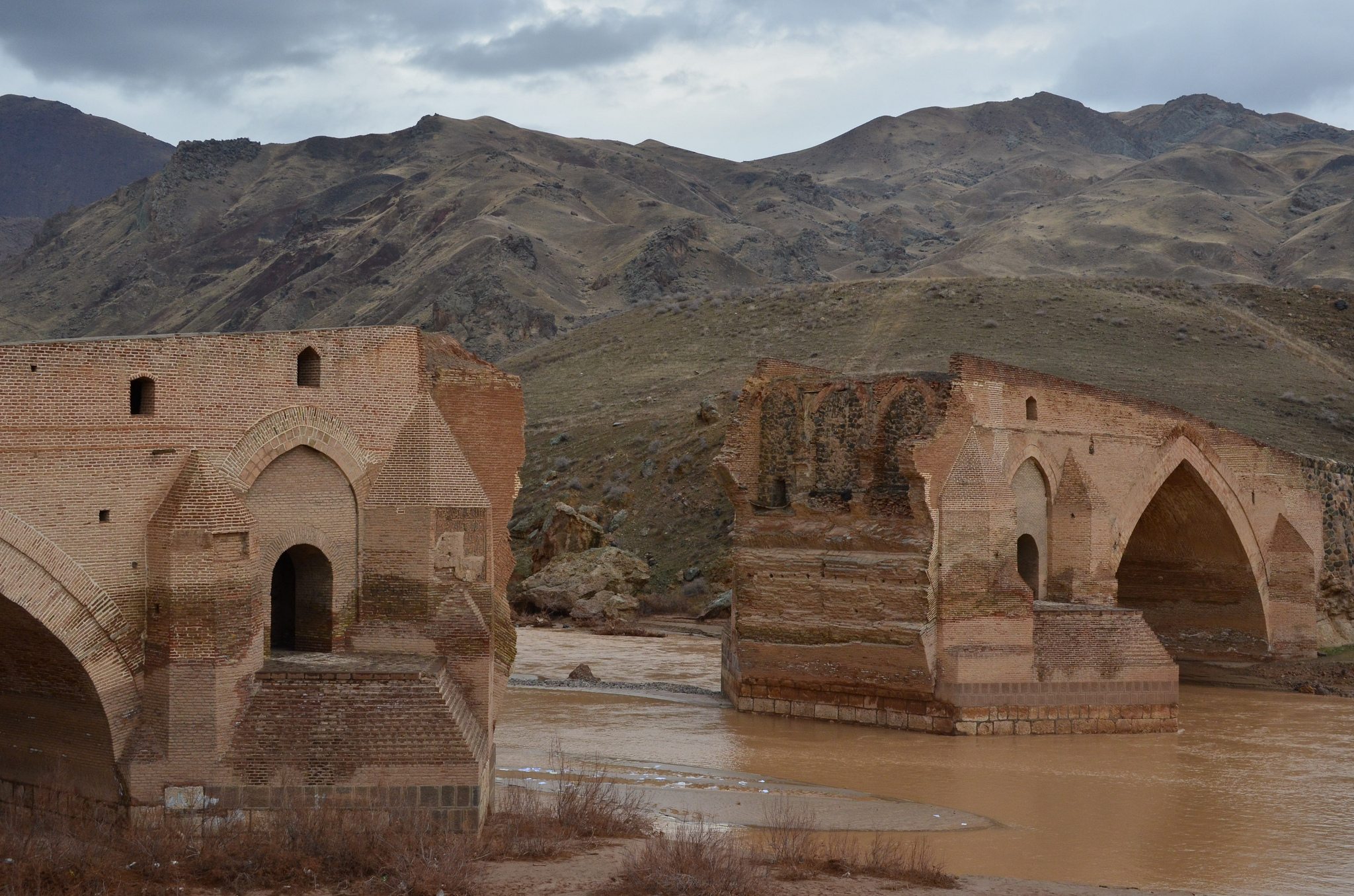
پل‌دختر، شهرستان میانه

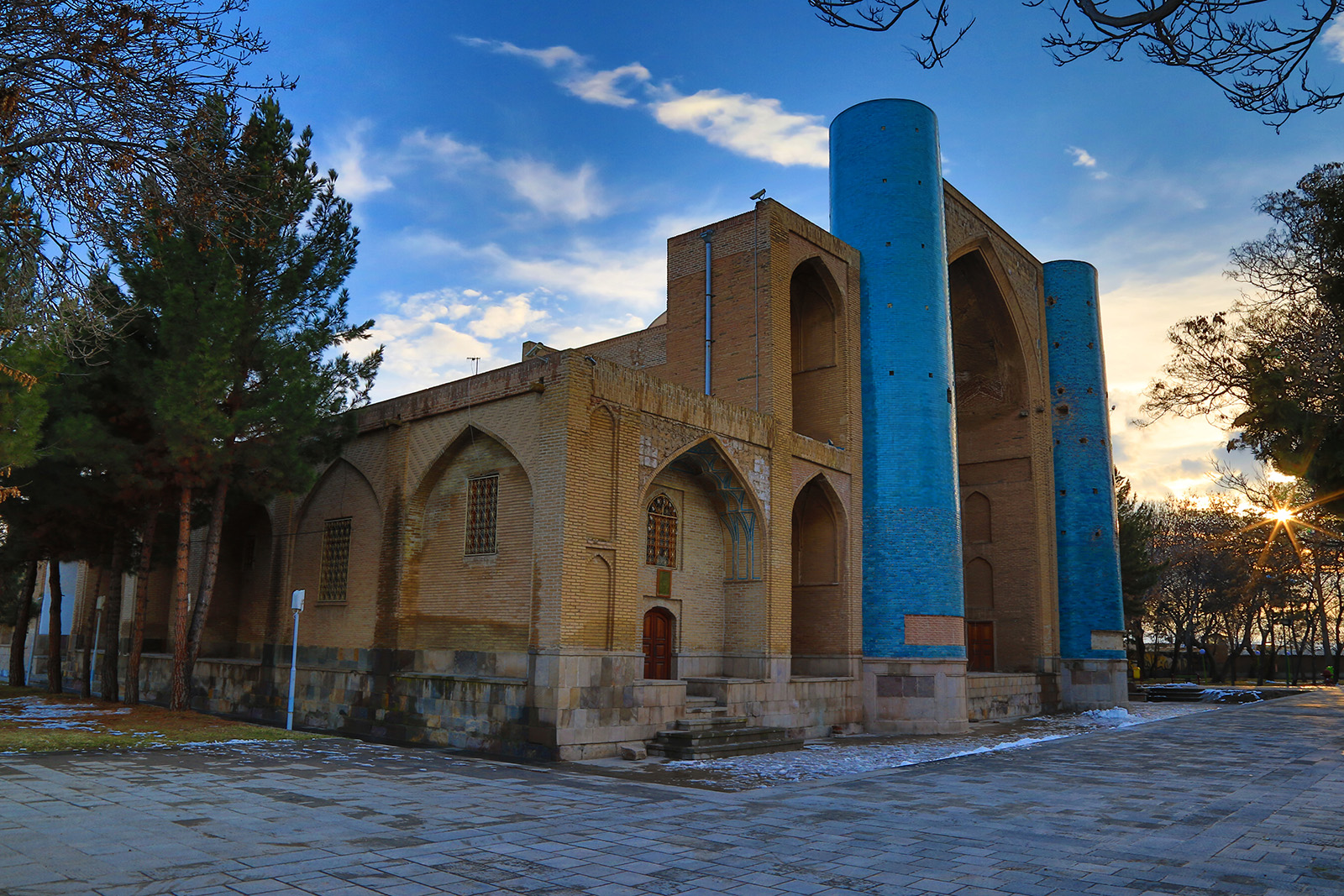
آرامگاه شهاب‌الدین اهری، شهر اهر

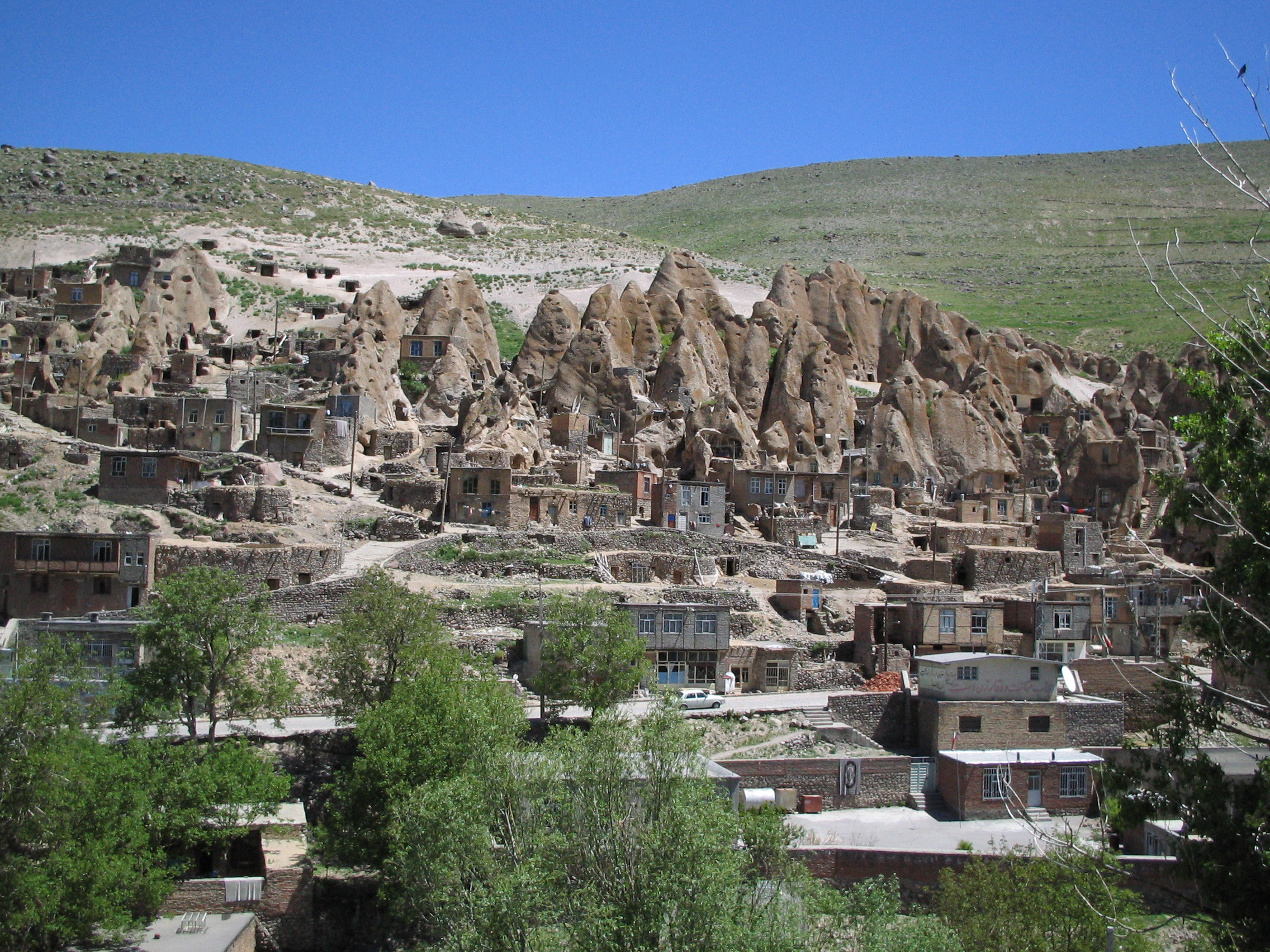
روستای کندوان، شهرستان اسکو

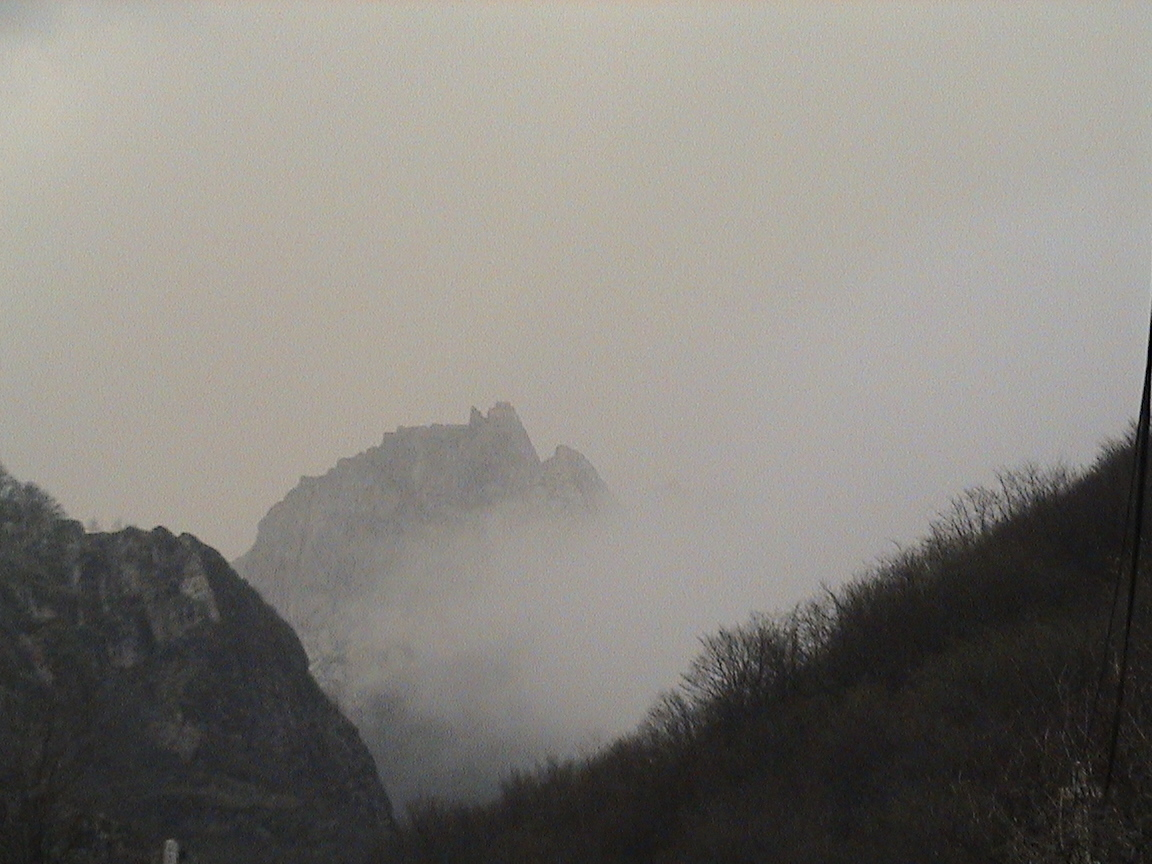
قلعهٔ بابک، شهرستان کلیبر

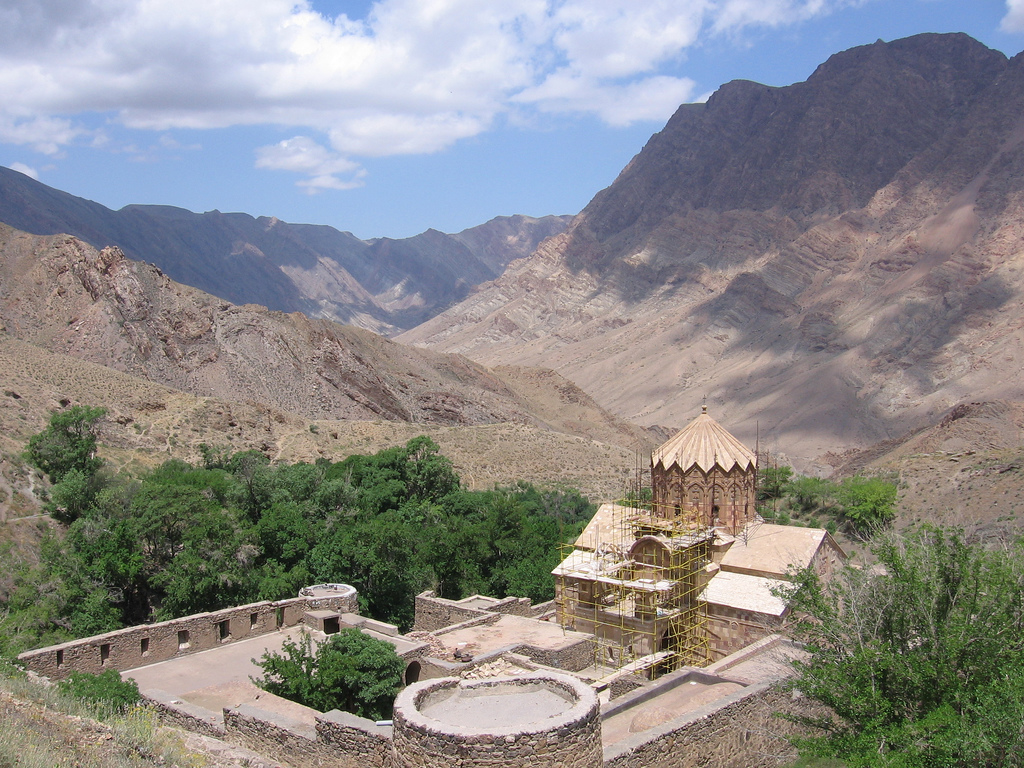
کلیسای سنت استپانوس، شهرستان جلفا

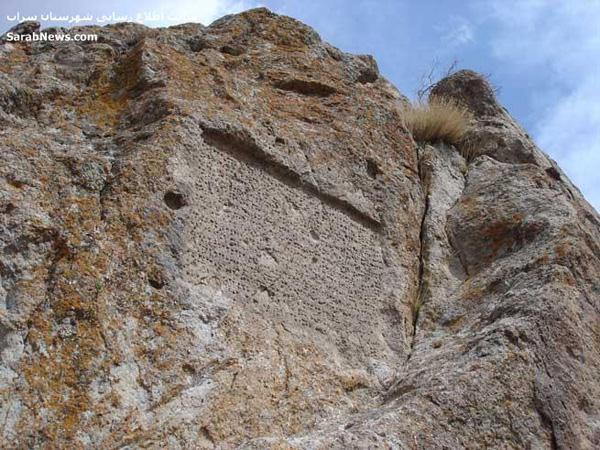
سنگ‌نبشته رازلیق، شهرستان سراب

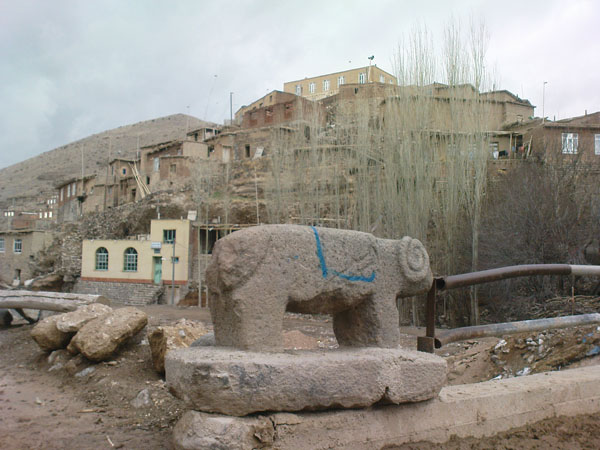
روستای مجارشین، شهرستان اسکو

### جاذبه‌های طبیعی
فهرست جاذبه‌های طبیعی استان آذربایجان شرقی:
- قلعه بابک (آتا بابک قالاسی) در کلیبر
- آبشار گول آخور (خاروانا)
- جراغیل.آذرشهر
- ییلاق خاروانا
- تالاب قوری‌گل بستان‌آباد
- آبگرم درمانی اوجان بستان‌آباد
- دره شاهیوردی بستان آباد در دامنه کوه جام سهند
- پارک جنگلی مره خونی سردرود
- آبشار آسیاب‌خرابه جلفا
- آبشار سرکنددیزج شبستر
- دربند هرزه‌ورز هریس
- آبشار عیش‌آباد مرند
- آبشار اسبفروشان سراب
- آبگرم و آبدرمانی اسبفروشان سراب
- آبگرم قلعه‌کندی کلیبر
- آبگرم متعلق کلیبر
- آبگرم ممان میانه
- پناهگاه حیات‌وحش کیامکی
- پارک موزه مینیاتوری اسکو
- اقامتگاه بوم گردی ایل باغی اسکو
- تالاب قره‌قشون
- تالاب زرنق
- جزیره آرزو
- جزیره اسپیر
- جزیره اسلامی
- جزیره اشک
- جزیره کبودان
- تالاب آلمالو گلی بستان آباد
- جنگل‌های ارسباران
- کوه حیدربابا در بستان آباد
- چشمه آبرس سراب
- چشمه آبگرم سراب
- پیست اسکی سهند بستان آباد
- پیست اسکی یام (پیام) مرند
- روستای پلکانی زنوزق (ماسوله آذربایجان)
- چشمه الله‌حق سراب
- چشمه تاپ‌تاپان آذرشهر
- چشمه سیدلر میانه
- چشمه صوفیان شبستر
- چشمه کندوان اسکو
- شهر توریستی زنوز
- چشمه گشایش مراغه
- چشمه شورسوی چایباغی مراغه
- دره پیغام کلیبر
- دره سعیدآباد بستان‌آباد
- دره گشایش مراغه
- دره لیقوان تبریز
- سد امند شبستر
- غار آق‌بلاغ بستان‌آباد
- غار دوگیجان مرند
- غار کبوتر مراغه
- پل پنج چشم بناب
- مراتع سرسبز روستای صور بناب
- دریان دره (شهر دریان) شبستر
- دریاچه مصنوعی بندر شرفخانه شبستر
- دامنهٔ ارتفاعات میشو شبستر
- رودخانه چکی چای شهر مهربان
- رودخانه تلخه رود شهر مهربان (شورسو)
- ارتفاعات کوه نرمیق مهربان (ارتفاع ۳۱۰۰ متر)

### جاذبه‌های تاریخی
فهرست جاذبه‌های تاریخی استان آذربایجان شرقی:
- تپه باستانی دوزده باغیر شهر زرنق با قدمت ۶۵۰۰ ساله
- آرامگاه شیخ شهاب‌الدین اهری
- آرامگاه شیخ محمود شبستری
- آرامگاه اوحدی مراغه‌ای
- رصدخانه مراغه
- ارگ تبریز
- مقبرةالشعرای تبریز
- بازار اهر
- بازار تبریز
- بازار بزرگ میانه
- مسجد جامع سراب
- کتیبه رازلیق سراب
- کوه بزقوش سراب
- جایگاه و قلعهٔ شهر تاریخی اوجان بستان آباد
- موزه مردم‌شناسی عشایر سراب
- کاروانسراهای تیکمه داش بستان آباد
- پل آجی چای تبریز
- پل خداآفرین کلیبر
- پل دختر میانه
- پل میانه
- تپه طاحونه (دیرمان تپه‌سی) در بستان آباد
- تپه اژدهاداشی اهر
- تپه امام‌چای سراب
- تپه عجب‌شیر
- تپه قره‌تپه تبریز
- تپه قره‌تپه شبستر
- تپه قلعه‌جوق سراب
- تپه کول‌تپه مرند
- تپه مصلی آذرشهر
- حمام کردشت جلفا
- گورستان‌های آبادی‌های دیزناب و امین‌آباد در بستان آباد
- خانه کوزه‌کنانی (مشروطه) تبریز
- خانه بهنام تبریز
- خانه قدکی تبریز
- خانه گنجه‌ای‌زاده تبریز
- خانهٔ امیر نظام (موزه قاجار) تبریز
- خانهٔ کمپانی تبریز
- خانهٔ مجتهدی تبریز
- خانه ثقةالاسلام تبریز
- خانهٔ علوی (موزه زنده سفال) تبریز
- روستای اشتبین جلفا
- روستای کندوان اسکو
- سنگ‌نبشهٔ رازلیق سراب
- سنگ‌نبشهٔ سغندل ورزقان
- سنگ‌نبشهٔ نشتبان سراب
- کاروانسرای گویجه بل جاده اهر - تبریز
- کاروانسراهای شبلی در بستان آباد
- عمارت ایل‌گلی تبریز
- عمارت ربع رشیدی تبریز
- برج خلعت پوشان تبریز
- برج آتش‌نشانی تبریز
- غار قدمگاه آذرشهر
- قلعهٔ آق‌گنبد جزیره اسلامی
- قلعهٔ آوارسین کلیبر
- قلعهٔ و روستای مردانقم
- قلعهٔ آیی قلعه‌سی سراب
- قلعهٔ بابک کلیبر
- قلعه بختک لیلان
- قلعهٔ پشتاب هوراند
- قلعهٔ جوشین ورزقان
- قلعه دختر (میانه)
- قلعهٔ سن‌سارود مرند
- قلعه ضحاک شهرستان هشترود
- قلعهٔ قهقههٔ هوراند
- قلعه شیور داغ
- قلعهٔ قیز قالاسی میانه
- قلعهٔ نجفقلی خان میانه
- قلعهٔ قیزلار قالاسی مراغه
- قلعهٔ کردشت جلفا
- قلعهٔ نوردوز اهر
- قیزلار کورپوسی
- کاخ شهرداری تبریز
- کلیسای سرکیس مقدس تبریز
- کلیسای استپانوس مقدس
- کلیسای شوغات تبریز
- کلیسای مریم مقدس تبریز
- کلیسای موجومبار شبستر
- کلیسای سهرول شبستر
- کلیسای هوهانس مقدس
- گنبد سرخ مراغه
- گنبد غفاریهٔ مراغه
- گنبد کبود مراغه
- گوی برج مراغه
- گنبد مدور مراغه
- معبد مهرمراغه
- گورستان پینه‌شلوار تبریز
- مسجد روستای جانبهان در بستان آباد
- مسجد سنگی ترک در میانه
- مسجد جامع اهر
- مسجد جامع تبریز
- مسجد جامع زرنق
- مسجد جامع تسوج شبستر
- مسجد جامع میانه
- مسجد جامع مراغه
- مسجد جامع مرند
- مسجد عینالی تبریز
- مسجد کبود تبریز
- مسجد میل لی تبریز
- مسجد سنگی ترک
- مسجد شهداء تبریز
- مسجد استاد شاگرد تبریز
- مسجد شجاع الدوله مراغه
- مسجد میدان بناب
- امام زاده میارمیار تبریز
- منطقهٔ قوبول دره‌سی اهر
- موزهٔ آذربایجان تبریز
- موزهٔ ارامنهٔ تبریز
- موزهٔ حیات‌وحش تبریز
- موزهٔ سنجش تبریز
- موزهٔ عصرآهن تبریز
- موزهٔ قرآن و کتابت تبریز
- موزهٔ محرم (خانهٔ صحتی) تبریز
- موزهٔ باستان‌شناسی میانه
- موزهٔ مراغه
- موزه مردم‌شناسی بناب
- مسجد جامع مهرآباد بناب
- مسجد اسماعیل بیگ بناب
- روستای تاریخی صور بناب
- حمام نوبر تبریز
- مسجد سنگ مهربان (داش مسجد)
- مسجد تاریخی اسنق مهربان
- مسجد تاریخی جمال آباد مهربان
- بقعه حاج علمدار مهربان
- حوض لی قلعه مهربان
- برج شاه باغی مهربان
- بازار تاریخی مهربان
- حمام تاریخی مهرآباد بناب
- پل پنج چشمه بناب
- قلعهٔ دختر بناب
- حمام تاریخی حاج فتح‌الله (حاجی بدلی) بناب
- راسته بازار بناب
- کوه الاداغلار اهر

## نتایج آمارگیری نیروی کار- ۱۴۰۱

### سال ۱۴۰۱
| استان          | نرخ مشارکت اقتصادی | نرخ بیکاری | نسبت اشتغال | سهم اشتغال دربخش کشاورزی | سهم اشتغال دربخش صنعت | سهم اشتغال دربخش خدمات |
| -------------- | ------------------ | ---------- | ----------- | ------------------------ | --------------------- | ---------------------- |
| کل کشور        | ۴۰/۹               | ۹/۰        | ۳۷/۲        | ۱۴/۸                     | ۳۳/۶                  | ۵۱/۶                   |
| آذربایجان شرقی | ۴۰/۹               | ۸٫۳        | ۳۷/۵        | ۱۶/۳                     | ۴۰/۹                  | ۴۲/۷                   |